# AMD K6-2
A K6-2 egy x86-os AMD gyártmányú mikroprocesszor, a cég 1998. május 28-án vezette be, órajele 266 és 500 MHz közötti lehet. Az eredeti K6 javított változataként a K6-2-ben mutatkozott be az AMD 3D-Now! SIMD utasításkészlet, a processzor elsőszintű L1 gyorsítótárának méretét 64 KiB-ra növelték (32 KiB adat és 32 KiB utasítás-gyorsítótár), feljavított rendszersín-interfésszel látták el: ez a Super Socket 7, amely magasabb órajelet támogat, de visszafelé kompatibilis az öregebb Socket 7-es alaplapokkal. Az AMD 0,25 mikronos öt fémrétegű gyártási eljárásával készült, 9,3 millió tranzisztort tartalmaz, üzemi feszültsége 2,2 volt.

## Történet

Az AMD K6-2 architektúrája

A K6-2 processzort a konkurens Intel zászlóshajója, a jóval drágább Pentium II kihívójának tervezték. A két csip teljesítménye közel azonos volt: a K6-2 jobb teljesítményt mutatott az általános célú programok terén, míg az Intel eszköze gyorsabb volt a lebegőpontos alkalmazásokban. Hogy megtörje a Pentium 2 uralmát a lebegőpontos számítások terén, az AMD a K6-2 processzorban bevezetett egy lebegőpontos SIMD utasításkészletet, amelyet 3DNow!-nak nevezett el. Ez jelentősen megnövelte a processzor teljesítményét, azonban a programokat speciálisan az új utasításlészlet-bővítményre felkészítve kellett elkészíteni, tehát a meglévő programok teljesítményét nem javította; így az Intel SSE utasításkészlettel szemben nyújtott jobb teljesítmény ellenére a 3DNow csak korlátozott népszerűségre tett szert.
A Super Socket 7, amelyben a processzorsín sebességét 66-ról 100 MHz-re növelték, lehetővé tette, hogy a K6-2 meglehetősen jól viselje el az állandóan növekvő CPU szorzók hatásait és életciklusának későbbi szakaszában is versenyképes maradt. Szinte az összes K6-2-es rendszer 100 MHz-es Super Socket 7 alaplapokat használ, hogy a rendszersín lépést tarthasson a K6-2 órajelfrekvenciájával.
A K6-2 üzletileg egy nagyon sikeres csip volt, a nyereség tette lehetővé az eljövendő Athlon bevezetését a cég számára. A bevezető K6-2 300 modell volt a legjobban fogyó változat. Ez gyorsan megalapozta kiváló hírnevét a piacon, és kedvezőbb ár/teljesítmény arányt kínált, mint az Intel Celeron 300A processzora. Bár a K6-2 közepes lebegőpontos számítási teljesítményt nyújt a Celeronnal összehasonlítva, a rendszer RAM hozzáférése gyorsabb, a Super 7 alaplapnak valamint a 3DNow grafikai kiterjesztésnek köszönhetően.
Az üzleti sikereken felbuzdulva az AMD további K6-2 egységeket jelentetett meg, amelyek szintén jól fogytak, legintább a 350, 400, 450 és 500 jelűek. Mire a 450 és 500 modellek váltak a kínálat derékhadává, a K6-2 család elmozdult az olcsó PC üzletág felé, ahol szintén sikeresen teljesített az Intel Celeron ellenében.

## K6-2+
Neve ellenére a kevéssé ismert K6-2+ az AMD K6-III+ tervein (model 13) alapul, 128 KiB integrált L2 gyorsítótárral rendelkezik és 0,18 mikronos gyártási folyamattal készült – lényegében nem más, mint egy K6-III+ megfelezett L2 gyorsítótárral. A K6-2+ processzort kifejezetten alacsony fogyasztású mobil CPU-nak tervezték. Néhány alaplapgyártó, mint pl. a Gigabyte és a FIC, BIOS frissítéseket is biztosított az asztali alaplapjaihoz, ami lehetővé tette ezeknek a processzoroknak a használatát az alaplapokban.

## Modellek

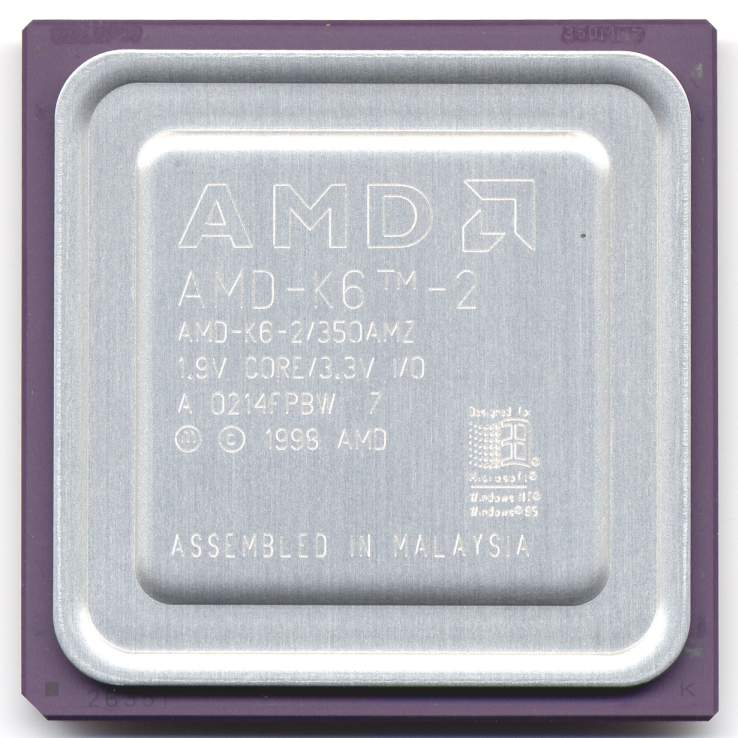
AMD K6-2 mikroprocesszor

### K6-2 (Chomper, 250 nm)
- Package number: 26050[2]

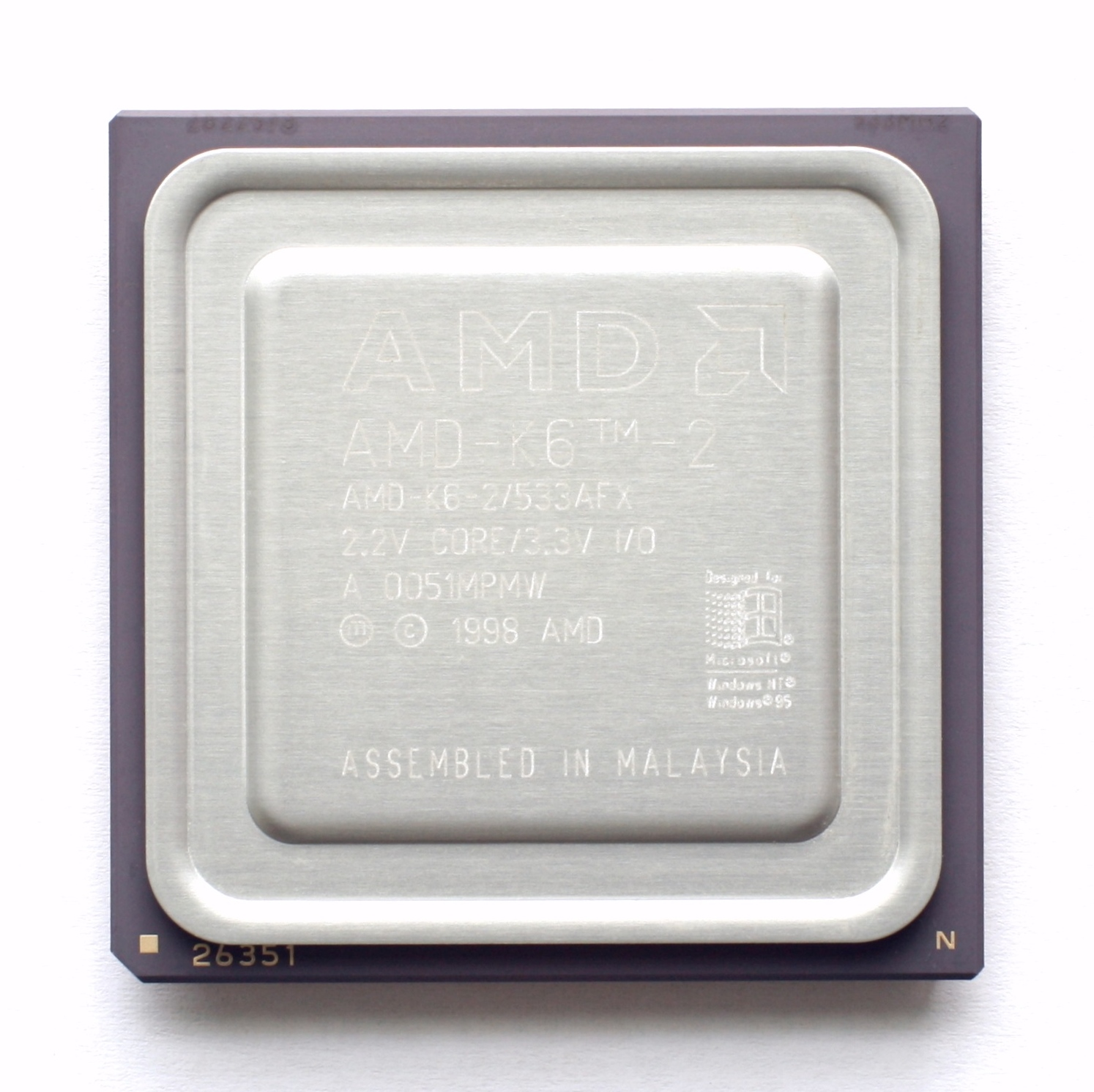
AMD K6-2, Chomper-XT.

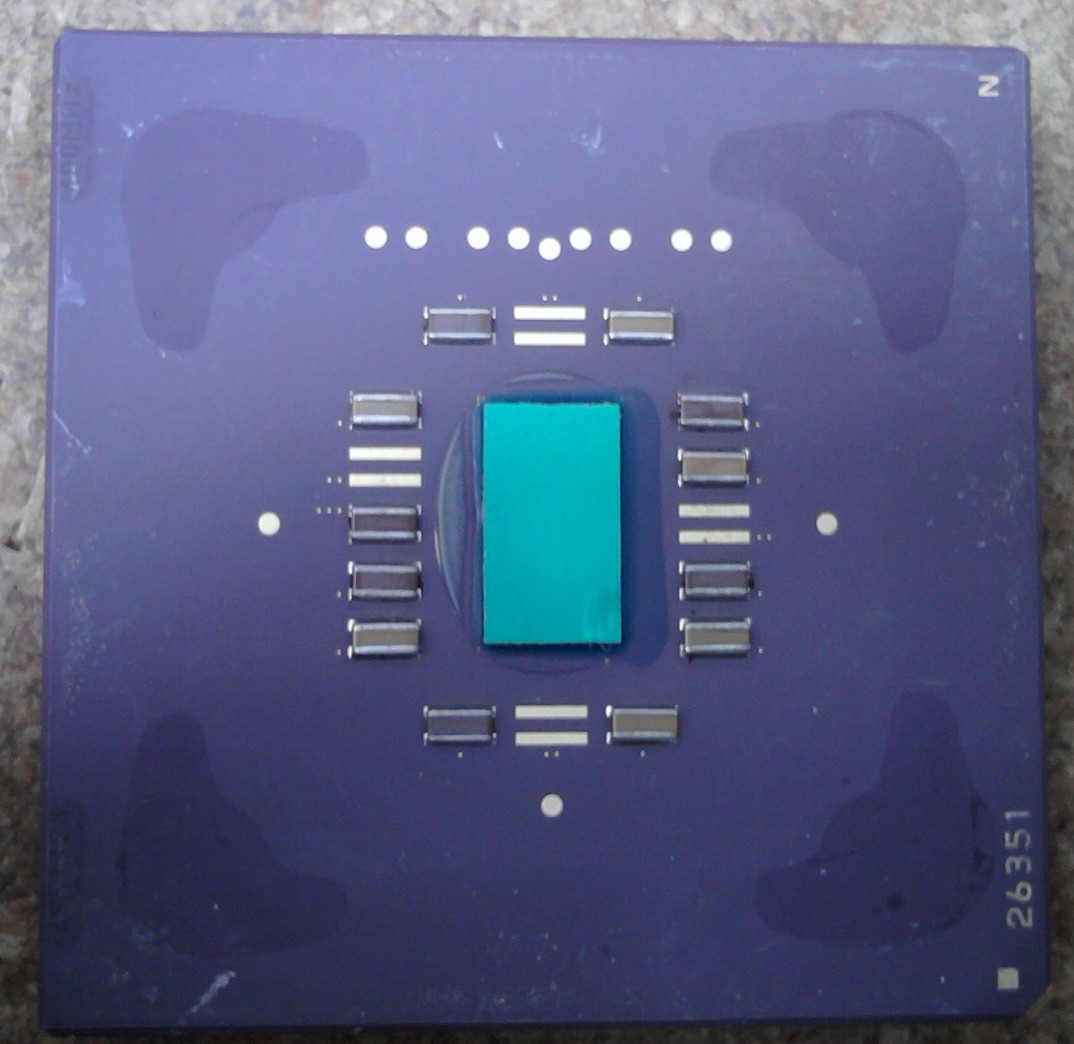
AMD-K6-2 hőterelő nélkül

- CPUID: Family 5, Model 8, Stepping 0
- L1 gyorsítótár: 32 + 32 KiB (adat + utasítás)
- Utasításkészlet-bővítmények: MMX, 3DNow!
- 9,3 millió tranzisztor
- Super Socket 7
- Front side bus: 66, 100 MHz
- VCore: 2,2 V
- Megjelenés: 1998. május 28.
- Gyártási folyamat: 0,25 µm
- Órajelek: 233, 266, 300, 333 & 350 MHz

### K6-2 (Chomper Extended (CXT), 250 nm)
- Package number: 26351[2]
- CPUID: Family 5, Model 8, Stepping 12
- L1 gyorsítótár: 32 + 32 KiB (adat + utasítás)
- Utasításkészlet-bővítmények: MMX, 3DNow!
- Super Socket 7
- Front side bus: 66, 95, 97, 100 MHz
- VCore: 2,0 (mobil) / 2,2 / 2,3 / 2,4 V
- Megjelenés: 1998. november 16.
- Gyártási folyamat: 0,25 µm
- Órajelek: 266, 300, 333, 350, 366, 380, 400, 427,5, 450, 475, 500, 533 és 550 MHz

## Fordítás
Ez a szócikk részben vagy egészben  az   AMD K6-2 című angol Wikipédia-szócikk ezen változatának fordításán alapul.  Az eredeti cikk szerkesztőit annak laptörténete sorolja fel. Ez a jelzés csupán a megfogalmazás eredetét és a szerzői jogokat jelzi, nem szolgál a cikkben szereplő információk forrásmegjelöléseként.